# دايفيد لويد (مغني أوبرا)
دايفيد لويد (بالإنجليزية: David Lloyd)‏ (و. 1912 – 1969 م) هو مغني أوبرا، ومغني من المملكة المتحدة، وويلز، والمملكة المتحدة لبريطانيا العظمى وأيرلندا، توفي عن عمر يناهز 57 عاماً.

## التعليم
تعلم في مدرسة جيلدهول
.

## الخدمة العسكرية
خدم في الجيش البريطاني.